# Manuel Burque Hodgson
Manuel Burque Hodgson (Santa Cruz de Tenerife, 21 d'abril de 1980) és un actor, còmic, guionista i presentador espanyol. Treballa en teatre, cinema i televisió.

## Biografia
Nascut en Santa Cruz de Tenerife, es va traslladar als dos anys a La Corunya, on va començar a involucrar-se en el món del teatre i va començar a formar-se en tallers amb actors com Cándido Pazó.

### Formació
Es va llicenciar en Comunicació Audiovisual per la Universitat Pontifícia de Salamanca. Posteriorment va continuar la seva formació a Madrid: interpretació en l'estudi d'actors Guindalera Escena Abierta a càrrec de Juan Pastor, escriptura de guions amb Pedro Loeb i, gràcies a una beca d'ampliació d'estudis artístics concedida per la Diputació Provincial de La Corunya, es va diplomar en direcció de fotografia en el Nucli de Recerca Cinematogràfica a càrrec d'Ángel Amorós. S'ha format també en escenografia en la Reial Escola Superior d'Art Dramàtic.
Ha realitzat una tesina en història del cinema Público teatral en los orígenes del cine a de la Universitat Complutense de Madrid.

### Trajectòria professional
Durant la seva etapa de formació a Salamanca va ingressar en el grup de teatre La Màscara. Allí a més de protagonitzar diverses obres com a Muertos sin sepultura de Sartre, o La importancia de ser honesto, (2002) dirigida per Eva Redondo va començar la seva carrera com a director de teatre i va portar a escena l'adaptació de pel·lícules com Clerks de Kevin Smith o Bales sobre Broadway de Woody Allen. També van començar les seves primeres incursions en l'audiovisual realitzant i interpretant curtmetratges.
És membre fundador de la Companyia Mindundi Teatre amb la qual en 2004 va adaptar, va dirigir i va interpretar El apartamento de Billy Wilder. El mateix any va ser ajudant de direcció de Juan Pastor en l'obra El tiempo y los Conway (2004).
En cinema ha dirigit la fotografia de diversos curtmetratges i ha escrit Una segunda posguerra, 5 días de septiembre o El límite (2004). També codirigí el curtmetratge Adiós al costat del guionista Francisco Araujo, amb qui treballa sovint.
En 2006, als 26 anys, va estrenar la seva primera obra de teatre que també va dirigir, Esperando al ruso que li va fer guanyar el XVIII Premi de Teatre Enrique Llovet de Màlaga.
En 2008 va guanyar l'IV Concurs de Guions de Curts de l'Ajuntament d'Avilés per Quid pro quo.
Com a guionista ha treballat en guions de telefilms com Vuelo IL8174 de Telecinco (2010) i en pel·lícules com Perdona si et dic amor (2014).
En 2011 va protagonitzar una entrevista-broma al conseller delegat de la Sexta, José Miguel Contreras, amb preguntes com «És vostè homosexual?» per al programa El intermedio de El Gran Wyoming fent-se passar per un reporter d'Intereconomía. La interpretació li va servir per a ser contractat com a col·laborador fix en el programa Con Hache de Eva d'Eva Hache encarregant-se de les "enquestes sociològiques a peu de carrer. En els últims anys també ha participat en el programa d'humor El club de la comedia.
El 2015 co-protagonitzà la pel·lícula de Leticia Dolera Requisits per ser una persona normal, treball pel qual va ser nominat als Premios Goya 2016 com a actor revelació.
També en 2015 es va estrenar la webserie El partido, de la qual és coprotagonista al costat de Mario Tardón i que va guanyar el NotodoFilmFest de la qual en 2016 es roda la segona temporada. Burque ha treballat també en la sèrie d'Antena 3 Buscando el norte (2015-2016) en la que interpreta el paper de Salva.
En la ràdio col·labora en el programa de la SER A vivir que son dos días amb Javier del Pino i Antonio Castelo domina el mundo.
El 2016 es va incorporar a Likes com a colaborador. El 2017 estrena la pel·lícula Es por tu bien, on és un dels creadors. El juny va presentar Radio Gaga amb Quique Peinado, que va ser renovat per una segona temporada.
El setembre de 2017 es reincorpora com a col·laborador a El intermedio, en el que ja va participar anteriorment. Executa una molt reeixida interpretació d'un entrevistador d'extrem centre, expressió que el programa usa per a equiparar el centre polític espanyol a (exclusivament en la pràctica, no en termes teòrics) tot el ventall ideològic restant cap a la extrema dreta, o per la seva denominació tècnica Franquisme sociològic.
En 2019 va ser coguionista, al costat de Leticia Dolera, de la sèrie televisiva Vida perfecta. També va aparèixer com a actor de repartiment.
Des de 2019, dirigeix, juntament amb Quique Peinado, el programa de la SER Buenismo bien, on tracten temes de l'actualitat de manera còmica.

## Premis i reconeixements
- 2006 — XVIII Premi de Teatre Enrique Llovet de Màlaga amb Esperando al ruso.
- 2008 — IV Concurs de Guions de Curts de l'Ajuntament de Avilés per Quid pro quo.
- 2015 — Medalla del Cercle d'Escriptors Cinematogràfics al millor actor revelació per la seva labor en Requisits per ser una persona normal.[18]
- 2016 — Finalista en la categoria d'actor revelació als Premis Goya pel seu treball en Requisits per ser una persona normal.

## Cinema
- 2017 — Es por tu bien. Coguionista. Secundari.
- 2015 — Requisits per ser una persona normal. Llargmetratge. Protagonista.
- 2014 — Perdona si et dic amor. Llargmetratge. Coguionista.
- 2014 — Ni por todo el dinero del mundo. Coguionista.
- 2013 — Buscando a Katy Lingus. Coguionista.
- 2012 — La banda Picasso de Fernando Colomo. Assessor de guió.
- 2009 — Una segunda posguerra. Curtmetratge. Coguionista i codirector.
- 2008 — New life. Curtmetratge. Coguionista.
- 2008 — Quid pro quo. Curtmetratge. Guió i direcció amb Francisco Araújo.
- 2008 — 5 Días de septiembre. Curtmetratge. Guió i direcció amb Francisco Araújo.
- 2004 — El límite. Curtmetratge

## Websèries i col·laboracions a televisió
- 2019 — Vida perfecta. Secundari i guionista.
- 2018 — Cuerpo de élite. Episòdic.
- 2016 — Buscando el norte. Protagonista.
- 2015 — El club de la comedia. Monòlog.
- 2015 — El partido. Webserie. Protagonista.
- 2013 — Bloguera en construcción. Protagonista. Dra. Leticia Dolera.
- 2011 — Con H de Eva. Col·laborador del programa.
- 2011 — El intermedio. Entrevista-broma.
- 2011 — Papanatos.
- 2010 — Vuelo 8714. Minisèrie. Coguionista amb Francisco Araújo i Michel Gaztambide.
- 2007 — Ascensores. Reparto.

## Teatre
- 2013-2016 — Supermán también se toca. Guion i protagonista performance.
- 2010-2011 — Sketchofrenicos. Actor, coguionista i codirector amb Eva Redondo.
- 2005-2006 — Esperando al ruso. Autor i director.
- 2004-2005 — El apartamento.